# Svartkronad järnsparv
Svartkronad järnsparv (Prunella ocularis) är en bergslevande fågel i familjen järnsparvar inom ordningen tättingar som huvudsakligen förekommer i Kaukasus. En isolerad population på sydvästra Arabiska halvön urskildes tidigare som den egna arten jemenjärnsparv, men inkluderas numera i svartkronad järnsparv.

## Kännetecken
Svartkronad järnsparv är en liten sparvliknande fågel med tunn näbb, med kroppslängden 13–14 centimeter i storlek med järnsparven (Prunella modularis). Dräkten är mest lik sibirisk järnsparv (Prunella montanella) med mörka kinder, mörk hjässa, brett vitt ögonbrynsstreck och undersidan varmbeige. Ögonbrynsstrecket är dock smutsvitt och inte gulbeige, ovansidan kallt brun istället för varmbrun samt att undersidan snarare är orangetonad koncentrerad till bröstet.

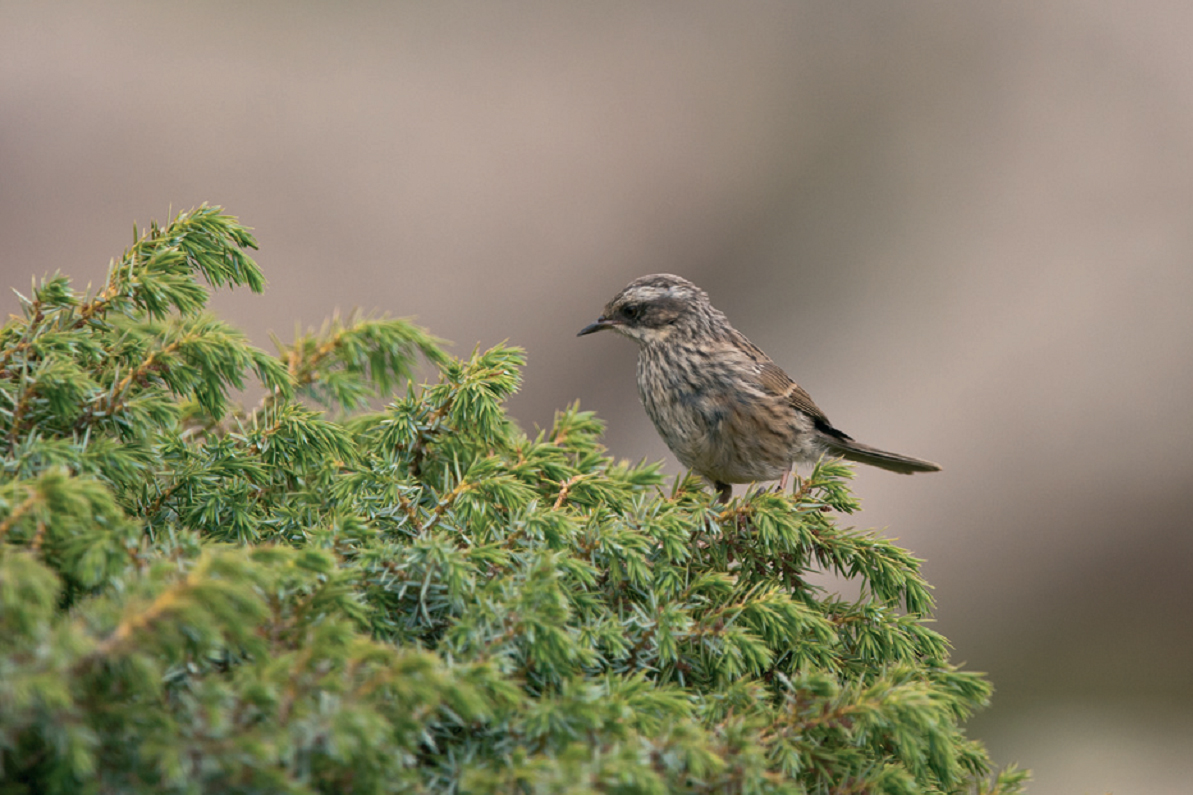
Hona i Armenien.

Arten är en livlig fågel som rastlöst kilar på marken eller flyger mellan låga buskar. Sången är en silverklar strof.

## Utbredning och systematik
Svartkronad järnsparv delas in i två underarter med följande utbredning:
- Prunella ocularis ocularis – stannfågel eller höjdledsflyttare[1] i bergstrakter i Turkiet, Armenien, norra Georgien och Iran
- Prunella ocularis fagani – bergstrakter i Jemen

Underarten fagani kategoriserades tidigare som en egen art, jemenjärnsparv (Prunella fagani). Birdlife International inkluderade den dock i svartkronad järnsparv som en underart på basis av liknande utseende, läten och liten genetisk skillnad. Senare studier från 2017 har bekräftat detta och International Ornithological Congress och eBird/Clements har därefter följt efter. Även svenska Birdlife Sveriges taxonomikommitté reducerade den till underart 2022.

## Ekologi
Svartkronad järnsparv häckar i klippiga betesmarker med spriddsa berberisbuskar i Turkiet, i Kaukasus på klippiga bergssluttningar med låga enbuskar och ceder. Vintertid ses den även i buskmarker nära bergsbäckar. Dess häckningsbiologi är dåligt känd, men bon har hittats mellan juni och augusti med tre till fyra ägg.
Underarten fagani påträffas mellan 1.850 och 3.000 meters höjd i öppna och steniga sluttningar med relativt tät växtlighet, bestående av gräs och små buskar (Rumex, Acanthus), gärna kring nästan helt vertikala klippformationer. Några få vinterfynd från något söder om dess häckningsområde tyder på att åtminstone en del av populationen rör sig till lägre nivåer vintertid.

## Status
Arten har ett stort utbredningsområde och beståndet anses vara stabilt. Internationella naturvårdsunionen IUCN listar den därför som livskraftig (LC). Världspopulationen uppskattas till mellan 40 000 och 121 000 vuxna individer. Beståndet i Jemen kategoriserades tidigare, när den ansågs utgöra en egen art, som nära hotad (NT) på basis av en begränsad utbredning och en liten om än stabil population på 2 500 till 10 000 individer.
Den är endast känd från sex lokaler, varav den är relativt vanlig vid enbart en.

## Namn
Fågeln kallas även på svenska kaukasisk järnsparv.